# Terry McLaughlin
Terry McLaughlin, född den 24 juli 1956 i Toronto, är en kanadensisk seglare.
Han tog OS-silver i Flying Dutchman i samband med de olympiska seglingstävlingarna 1984 i Los Angeles.